# 楯縫神社 (美浦村郷中)
楯縫神社（たてぬいじんじゃ）は、茨城県稲敷郡美浦村郷中2988番地（旧信太郡木原村）にある神社。古名は信太郡一宮。式内社（常陸国信太郡、小社）。旧県社。美浦村信太にも同名の楯縫神社がある。

## 概要

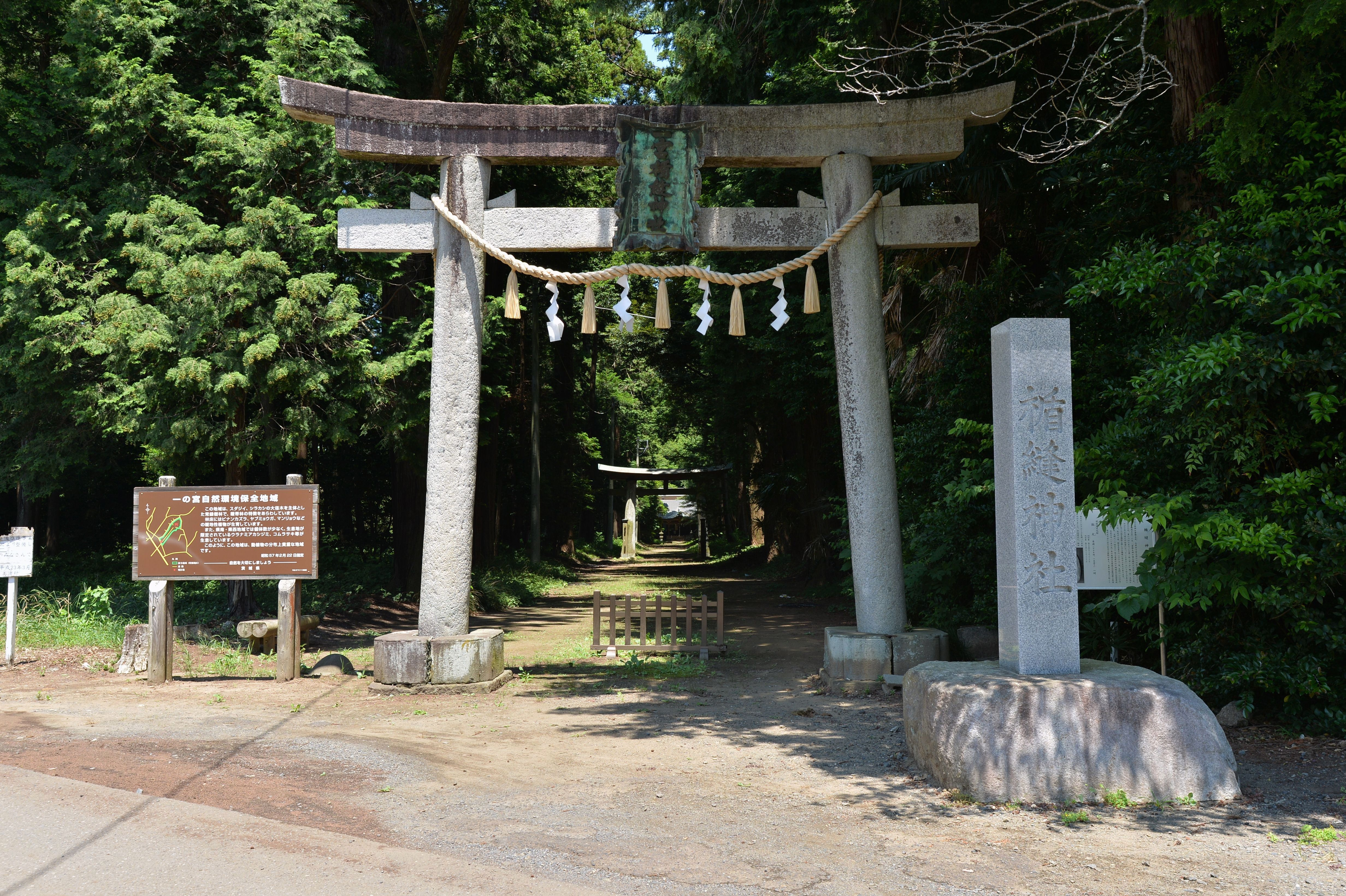
一の鳥居

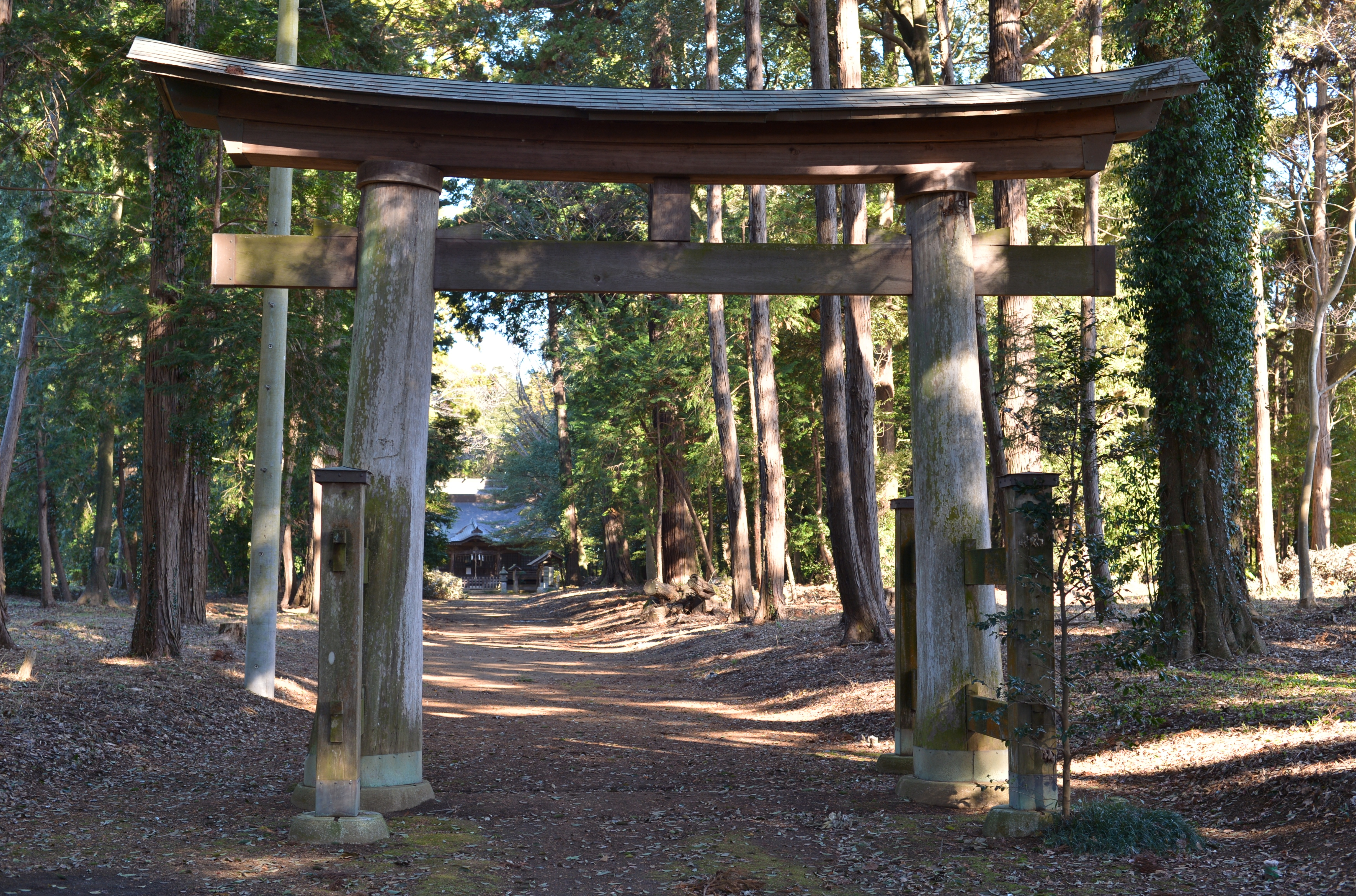
二の鳥居

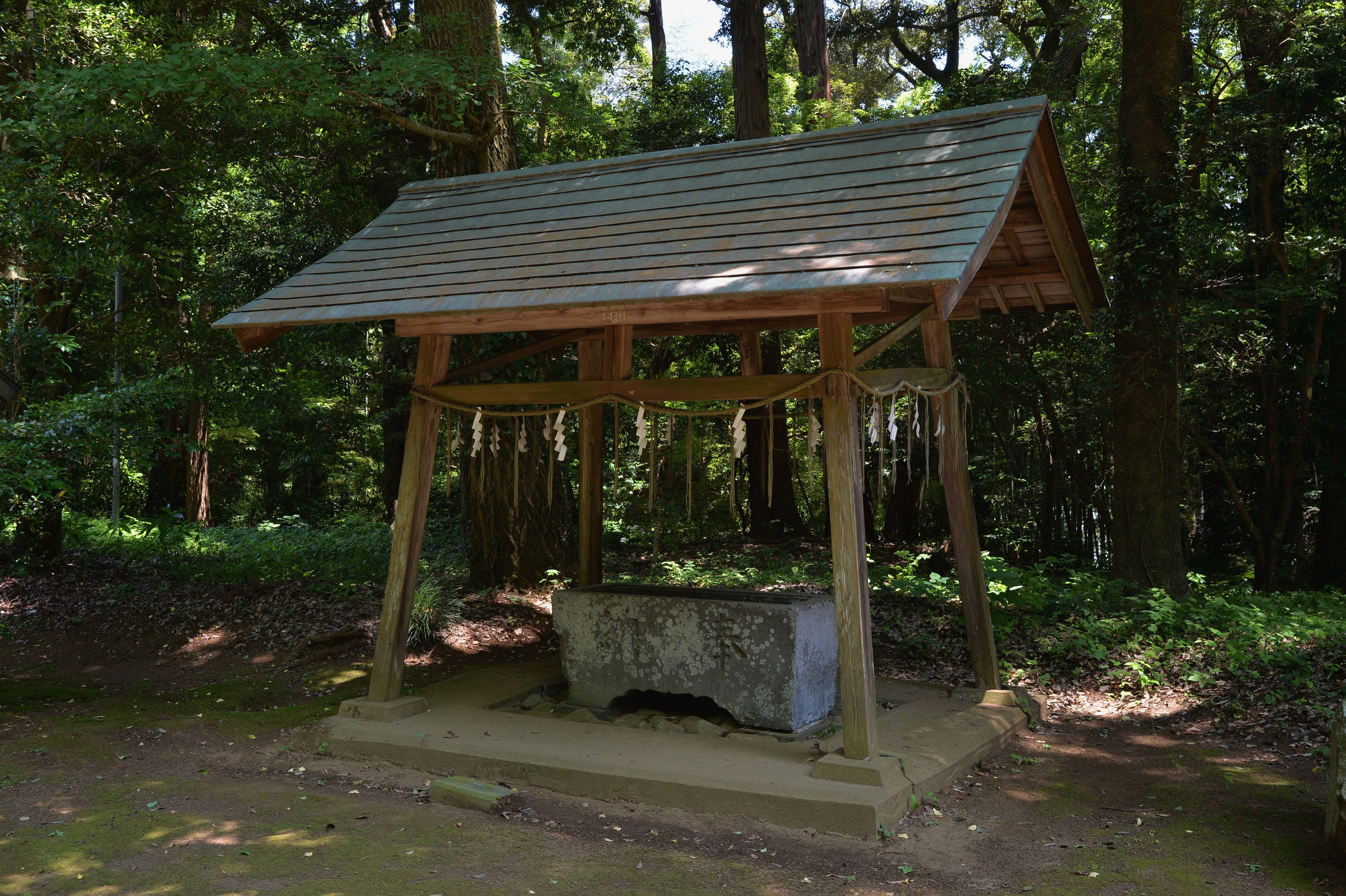
手水舎

参道は国道125号現道に面しているが、境内は奥まった場所にあるため発見しにくい。巨樹林立する樹叢に、長大な参道が通り、奥部に社殿を構えている。社務所や目立った境内社はなく、樹叢と社殿による素朴な構図を楽しむことができる。
境内は茨城県指定自然環境保全地域（29、一の宮）。常陸国風土記の信太郡の条の普都神話に描かれている、普都大神が楯を脱いだ地、すなわち「楯脱（楯縫）」の聖地とされている。木原の地名由来伝承には二説あるが、いずれも一帯が往古から豊かな森であったことを伝えている。
普都神話の聖地の結び付きから竹来阿彌神社と関係が深く、往古は信太郡東西の総社として一宮二宮を称し、ともに永和元年（1375年）の円密院寺社供僧等言上状に「庄内第一之惣廟」と書かれた。楯縫神社は信太郡一宮として、旧郡域一帯では筆頭の格式にあった。普都主命の神輿を霞ヶ浦を介して阿彌神社に渡御する古式祭（鹿島神事）も行っていた。

## 祭神
主祭神
普都主命（普津主神、普都主大神）
配祀神
大己貴命二座、須佐之男命、宇迦魂命二座、皇産靈命、市杵島姫命、熊野加夫呂岐命
- 境内案内板では記紀神話における經津主神の事績を紹介し、二座を同一神格としている（普都大神については竹来阿彌神社も参照）。
- 主祭神を彦狭知命とする別伝もある。
- 神社整理による合併は以下[7]。
  - 明治41年、大字須賀津の厳島神社（市杵島姫命）を合併。
  - 明治44年、八幡神社（誉田別命）、愛宕神社（火産霊命二社）を境内社御龍社に合併。
  - 明治45年、稲荷神社（宇賀御魂命）、折居神社（高龍命）、厳島神社（市杵島姫命）を境内社御龍社に合併。

## 由緒
社伝と別伝がある。また、創建については二説以外に紀元18年説がある。

### 社伝
- 創建は推古天皇16年（608年）[5]。
- 普都神話に創祀の縁起を求める。曰く、普都大神は、葦原中国平定の後、木原で甲楯を脱ぎ、高来里で登天した。甲楯を脱いだことから「楯脱」の地名が生まれ、後に「楯縫」になった。社地には「楯脱山」の地名が残る。
- 木原の村名は、永正3年（1506年）、境内にあった周囲5丈8尺余、高さ120尺の神代杉（明治元年5月（1868年）枯死）の「木」と、木原城主近藤式部大輔藤原利勝（近藤利勝）の「原」を合成して生まれた。それまでは神越村と称していたという[8]。

### 別伝
- 新編常陸国誌は「祭神彦狭知命と云伝ふ、郡中東33村の鎮守にして、即本郡の一宮也（社記、二十八社考、二十八社略縁起）、この神は神代の時に、紀伊国の忌部祖、手置帆負神と同く、天照大神の御為に、瑞の御殿を造り、又諸の祭器を作り仕奉りしが、この神は専ら盾を縫ひ作られし故に、楯縫神とも申せしなり（日本紀、古語拾遺）[9]」（原文カナ）とし、「楯縫神」たる彦狭知命を祀る社としている。
- 木原の村名は「古老相伝云、上古此処茫々たる荒原にして、杉檜処々に生ず、因りて木原と号く、或時一人の翁忽然と出現し、里人に告げて曰、汝等家屋甚だ拙し、此の宮を見て作り立つべしと、一つ尺度を授けて、翁は杉の小陰に入り玉ひぬ、里人再拝教に従て、神前に群参し、此里に家居を始むと云り（二十八社略縁起）」（原文カナ）とし、木原集落の形成が楯縫神社とともにあったことも伝えている。
- 稲敷郡郷土史には「維新前此は説により誰云ふともなく楯縫神社は大工の祖神なりと称し参拝せしものありしと」と、明治以前まで別伝がそれなりに伝播していたことを示唆する記述がある。
- 一般には、楯縫神社を称する社の祭神は彦狹知命である。楯縫神社または楯部の式内社は、当社以外に少なくとも四社あり、いずれも「楯縫神（彦狹知命）」の社だった。
  - 楯縫神社（但馬国養父郡、小社）。兵庫県養父市。主祭神・彦狹知命
  - 楯縫神社（但馬国気多郡、小社）。兵庫県豊岡市。主祭神・彦狹知命
  - 楯縫神社（丹波国氷上郡、小社）。兵庫県丹波市。主祭神・彦狹知命
  - 川内多々奴比神社（丹波国多紀郡、小社）。兵庫県丹波市。主祭神・天照皇大御神
「多々奴比」は「楯縫」が転訛したもので、元は楯部の社として彦狹知命を祀っていたという。
- 特選神名帳は「今按、楯縫の社号によるときは、彦狭知命を祭れるが如くなれども、出雲国風土記意宇郡楯縫郷の条に、布都怒志命之天石楯縫直給レ之、故云二楯縫一[10]とあるに、社説を合せて、經津主命なることしるへし」[6]と、「楯縫」の称が必ずしも「楯縫神（彦狭知命）」に由来するわけではないと記している。

### 沿革
- 神領53町余を持っていたが、興国元年（1340年）、北朝の高師冬の部下屋代信経による侵攻を受け無禄になった[5]。
- 天文年間（1532-1555年）、木造狛犬（美浦村指定文化財）奉納と伝えられている[11]。
- 文明8年（1476年）、天正17年（1589年）、嘉永7年（1854年）に再建記録あり[5]。現本殿は天正17年造立、近藤利勝の寄進と伝えられている。
- 近世、信太郡東半33郷50余村の総社として信太郡一宮を称した。
- 明治6年（1873年）、県社列格。
- 昭和40年（1965年）、拝殿焼失により古文書等を喪失[11]。

## 周辺の神社
楯縫神社
茨城県稲敷郡美浦村信太1830番地（旧信太郡信太村）
主祭神・経津主命
配祀神・高皇産霊神、菅原道真公、誉田別命、武甕槌命、木花開耶比売命、宇迦之御魂命
- 配祀神6柱は神社整理による合祀神（皇産霊神社、天満神社、香取神社、八幡神社、二宮鹿島神社、浅間神社、宇賀神社）。
- 創建不詳。社伝では景行天皇御代（不詳）創建、霊亀元年（715年）再建。旧村社。神社は式内楯縫神社の比定社、及び信太郡惣社（扁額）としている。
- 信太城址の東北にあり、一帯は信太郡衙の候補地でもある。

## 交通
JR土浦駅からJRバス関東に乗車、バス停「郷中」下車、徒歩10分